# Phare d'Haulbowline
Le phare d'Haulbowline est un phare actif du 19e siècle, situé à l'entrée de Carlingford Lough, près de Cranfield Point (en) dans le comté de Down, en Irlande du Nord. Il est géré par les Commissioners of Irish Lights (CIL).
Le phare a été construit sur la partie orientale des rochers de Haulbowline, représentant un certain nombre de dangers pour la navigation à l'extrémité de Carlingford Lough, ainsi qu'un banc rocheux en travers de l'embouchure du lough. Le feu polyvalent a été conçu pour aider le marquage des rochers et la tour indique aussi la profondeur de l'eau sur la barre rocheuse. Le feu agit aussi comme lumière de terre pour les navires entrant en mer d'Irlande.
Le phare d'Haulbowline est associé au feux directionnels de phares de Green Island et Vidal Bank qui marquent le chenal sécurisé le long de Carlingford Lough. Haulbowline peut émettre une lumière de réserve en cas de problèmes avec celles du chenal.

## Histoire
Achevé en 1824, le phare a été conçu par George Halpin (en) à la suite de plaintes déposées devant le Ballast Board, l'organisation prédécesseur des commissioners of Irish Lights, selon laquelle le phare existant de Cranfield Point, à terre, était inadéquat pour marquer à la fois le chenal et les rochers dangereux ; l'entrée du Lough se révélant dangereux à marée basse. La tour mal positionnée à Cranfield Point, avait également été construite trop près de la côte érodée, et en 1860, elle s'est effondrée sur la plage. Les maisons du gardien qui ont survécu, ont ensuite été utilisées par le personnel et les familles d'Haulbowline jusqu'en 1922, lorsque de nouvelles habitations ont été construites à proximité de Greencastle (en).
La construction de la tour en pierre de 34 mètres de haut a été décrite comme «un exploit remarquable à l'époque», étant donné l'emplacement «sur une roche semi-submergée avec des courants rapides circulant autour d'elle». À l'origine, elle a été peinte en blanc dans la couleur, mais celle-ci a été enlevée en 1946 pour lui redonner son aspect de pierre.

Le feu principal émet, à 32 m au-dessus du niveau de la mer, une lumière blanche constante. Un feu secondaire émet également d'un balcon face à la mer, dit lumière de demi-marée, celui-ci étant allumé lorsque l'état de la marée donne assez de profondeur pour que les navires puissent passer dans le lough. Jusqu'en 1922 une boule noire était également dressée sur un mât au-dessus de la tour pendant les heures du jour, pour indiquer les mêmes conditions de marée.
La caractéristique lumineuse principale a changé en 1899, la lumière fixe est devenue une lumière de trois éclats blancs toutes les 30 secondes, puis en 1922 a été modifiée à trois éclats blancs toutes les 10 secondes.